# Affstätt
Die ehemalige Gemeinde Affstätt ist durch die Gemeindereform in Baden-Württemberg seit dem 1. September 1965 einer von acht Stadtteilen Herrenbergs.

## Geographie
Affstätt liegt im Korngäu, rund einen Kilometer von Herrenberg entfernt, nahe der Bundesautobahn 81 Stuttgart–Singen. Die Bundesstraße 296 verläuft direkt durch den Ort – seit der Eröffnung der Nordumfahrung Herrenberg im Jahr 2009 ist der Durchgangsverkehr jedoch rapide zurückgegangen, auch wenn die Umfahrung nicht unumstritten war. Affstätt liegt auf einer Höhe von 470 m ü. NN und hat 2381 Einwohner (Stand: Mai 2023). Die Gemarkung von Affstätt umfasst circa 473 ha und reicht vom Stadtteil Kuppingen (Römerweg) bis zur Schwarzwaldsiedlung im Nordwesten. Die Grenze zieht sich weiter entlang der Sportanlagen an der Schießmauer durch das Affstätter Tal über die B 14 hinauf, entlang des Wohngebiets Lämmleshalde zum Schlossberg bzw. Fichtenberg, dann zum Rötelberg bis zur L 1194 Nufringen – Kuppingen. 2009 wurde der Ort durch den Bau der Herrenberger Nordumfahrung vom starken Durchgangsverkehr entlastet. Im Gegenzug wurde die Kreisstraße 1043 (Affstätt – B 14) für den Durchgangsverkehr geschlossen, da sie als entbehrlich angesehen wird. Sie steht nur noch dem land- und forstwirtschaftlichen Verkehr, dem Radverkehr, sowie dem Verkehr zu den Sportanlagen (Zu- und Abfahrt nur aus Richtung Affstätt) zur Verfügung.

## Geschichte
Affstätt wird erstmals 1287 in der Sindelfinger Chronik, damals noch als Affinstetten bezeichnet, erwähnt. 1972 erlangte Affstätt kurzfristige Bekanntheit, als dort Richard Epple von der Polizei erschossen wurde.

## Religion
Um 1400 bis 1481 gab es in Affstätt eine Schwesternsammlung. Von diesen Schwestern wurde die alte Kirche in Affstätt gebaut.

## Einrichtungen des öffentlichen Lebens
Im Ort sind folgende Einrichtungen vorhanden: Bezirksamt, Vereinshaus, Backhaus, Feuerwehrhaus, drei Kindergärten, Grundschule, Turn- und Gemeindehalle, Sportanlagen, Friedhof, Evangelische Kirche und Gemeindezentrum, Arzt und eine Physiotherapiepraxis. 

## Vereine
Affstätt verfügt über ein aktives Vereinsleben. Größter Verein ist der SV Affstätt, der unter anderem über eine Fußball- und Tennisabteilung verfügt.
Weitere Vereine:
- Gesangverein Affstätt
- Posaunenchor Affstätt

## Bildung
In Affstätt gibt es drei Kindergärten bzw. Kindertagesstätten sowie eine Grundschule.

## Persönlichkeiten
- Karl Weber (1867–1920), württembergischer Oberamtmann